# Okręg szawelski
Okręg szawelski (lit. Šiaulių apskritis) – jeden z dziesięciu okręgów Litwy, ze stolicą w Szawlach, położony w północnej części kraju. Zajmuje powierzchnię 8540 km² i liczy 265 576 mieszkańców, gęstość zaludnienia wynosi 31,2 osób/km².

## Podział administracyjny
Okręg dzieli się na 7 rejonów:
- Rejon okmiański (stol. Nowe Okmiany)
- Rejon janiski (stol. Janiszki)
- Rejon kielmski (stol. Kielmy)
- Rejon pokrojski (stol. Pokroje)
- Rejon radziwiliski (stol. Radziwiliszki)
- Rejon szawelski (stol. Szawle)
- Szawle (rejon miejski) (miasto Szawle)

W okręgu znajduje się 15 miast i 2618 wsi.

## Miasta
W okręgu jest 15 miast, spośród których największe to:
1. Szawle (Šiauliai)
2. Radziwiliszki (Radviliškis)
3. Kurszany (Kuršėnai)
4. Nowe Okmiany (Naujoji Akmenė)
5. Janiszki (Joniškis)